# Tilloloy
Tilloloy – miejscowość i gmina we Francji, w regionie Hauts-de-France, w departamencie Somma.
Według danych na rok 1990 gminę zamieszkiwały 372 osoby, a gęstość zaludnienia wynosiła 58 osób/km² (wśród 2293 gmin Pikardii Tilloloy plasuje się na 630. miejscu pod względem liczby ludności, natomiast pod względem powierzchni na miejscu 743.).